# Smittina alata
Smittina alata är en mossdjursart som beskrevs av Jean-Loup d'Hondt 1986. Smittina alata ingår i släktet Smittina och familjen Smittinidae. Inga underarter finns listade i Catalogue of Life.